# 米贾诺
米贾诺（義大利語：Miggiano），是意大利莱切省的一个市镇。总面积7平方公里，人口3702人，人口密度528.9人/平方公里（2009年）。ISTAT代码为075046。